# Centro Espacial Kakuda
El Centro Espacial kakuda (角田宇宙センター Kakuda Uchu Sentaa) es una instalación de la Agencia Japonesa de Exploración Aeroespacial (JAXA), ubicada en la ciudad de Kakuda, en la Prefectura de Miyagi, en el norte de Japón, especializada en el desarrollo y prueba de motores de cohetes y sistemas de propulsión espacial. El LE-5 (incluida la versión LE-5A / LE-5B) y el LE-7 (incluida la versión LE-7A) se desarrollaron en el Centro Espacial Kakuda.

## Historia
El predecesor del Centro Espacial Kakuda fue establecido en 1965 como el "Laboratorio de Sucursal Kakuda" del Laboratorio Nacional Aeroespacial de Japón bajo los auspicios de la Agencia de Ciencia y Tecnología. En 1978, la Agencia Nacional de Desarrollo Espacial (NASDA) construyó el "Centro de Desarrollo de Cohetes Kakuda" en el mismo campus. Su propósito era participar en la investigación y el desarrollo básicos para elevar el nivel de la tecnología de propulsión de cohetes japonesa. Desde fines de la década de 1980, el Centro también comenzó a investigar la propulsión de los aviones espaciales, especialmente la tecnología Scramjet y la investigación avanzada de materiales para motores espaciales reutilizables.
En octubre de 2003, las tres agencias espaciales japonesas separadas, el Instituto de Ciencia Espacial y Astronáutica (ISAS), el Laboratorio Nacional Aeroespacial (NAL) y NASDA, se fusionaron para formar la Agencia de Exploración Aeroespacial de Japón (JAXA). En 2005, el Centro Espacial Kakuda fue renombrado oficialmente como "Centro de Investigación de Tecnología de Propulsión Espacial Kakuda".

## Instalaciones
- Instalación de prueba de motores de cohete de hidrógeno líquido
- Instalación de prueba de bomba turbo de oxígeno líquido de alta presión
- Instalación de prueba de rendimiento de motores de cohete a gran altitud
- Instalación de prueba de motores a reacción Ram
- Túnel de choque de alta temperatura
- Instalación de pruebas criogénicas
- Instalación de prueba de combustión a gran altitud
- Sistema de suministro completo de instalaciones de prueba.

## Sala de exposiciones de desarrollo espacial.

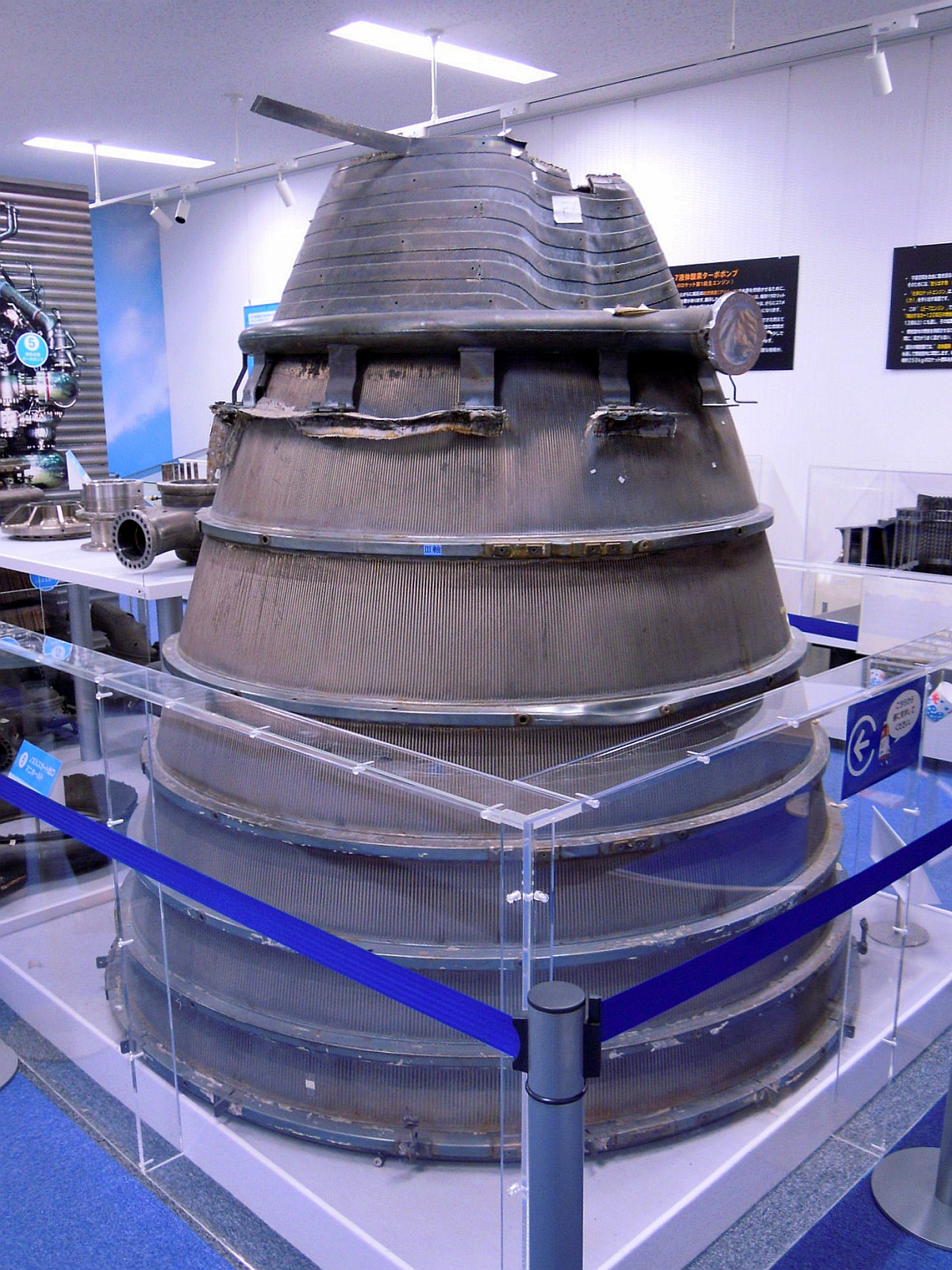
Motor de lanzamiento H-II No. 8 LE-7 Engine

En la sala de exposiciones de desarrollo espacial, se muestran los motores de cohetes para pruebas, motores complejos, paneles, modelos de cohetes y similares. También exhibió el motor LE-7 del cohete H-II No. 8, que no se lanzó en 1999 y se extrajo del fondo marino, y los motores grandes de cohetes a combustible líquido (LE-5, LE-7), etc. también se muestran en el exterior.

## Mala suerte
- Un personal masculino de 46 años que se desempeñó como investigador principal en el Centro Espacial Tsunoda colaboró con un hombre que tenía un personal temporal de 25 años y una empresa de diseño en ese momento en diciembre de 2010 y actualizó el programa sobre el desarrollo de cohetes de JAXA. El 14 de mayo de 2013, la policía de la prefectura del Sr. Miyagi fue arrestada por fraude bajo el supuesto de que ordenó a la compañía de diseño una orden ficticia para pagar a JAXA en efectivo a través de aproximadamente 97,000 yenes.[4][5]